# Verchen
Verchen är en kommun och ort i Landkreis Mecklenburgische Seenplatte i förbundslandet Mecklenburg-Vorpommern i Tyskland.
Kommunen ingår i kommunalförbundet Amt Demmin-Land tillsammans med kommunerna Beggerow, Borrentin, Hohenbollentin, Hohenmocker, Kentzlin, Kletzin, Lindenberg, Meesiger, Nossendorf, Sarow, Schönfeld, Siedenbrünzow, Sommersdorf, Utzedel och Warrenzin.